# 和平楼 (中南大学)

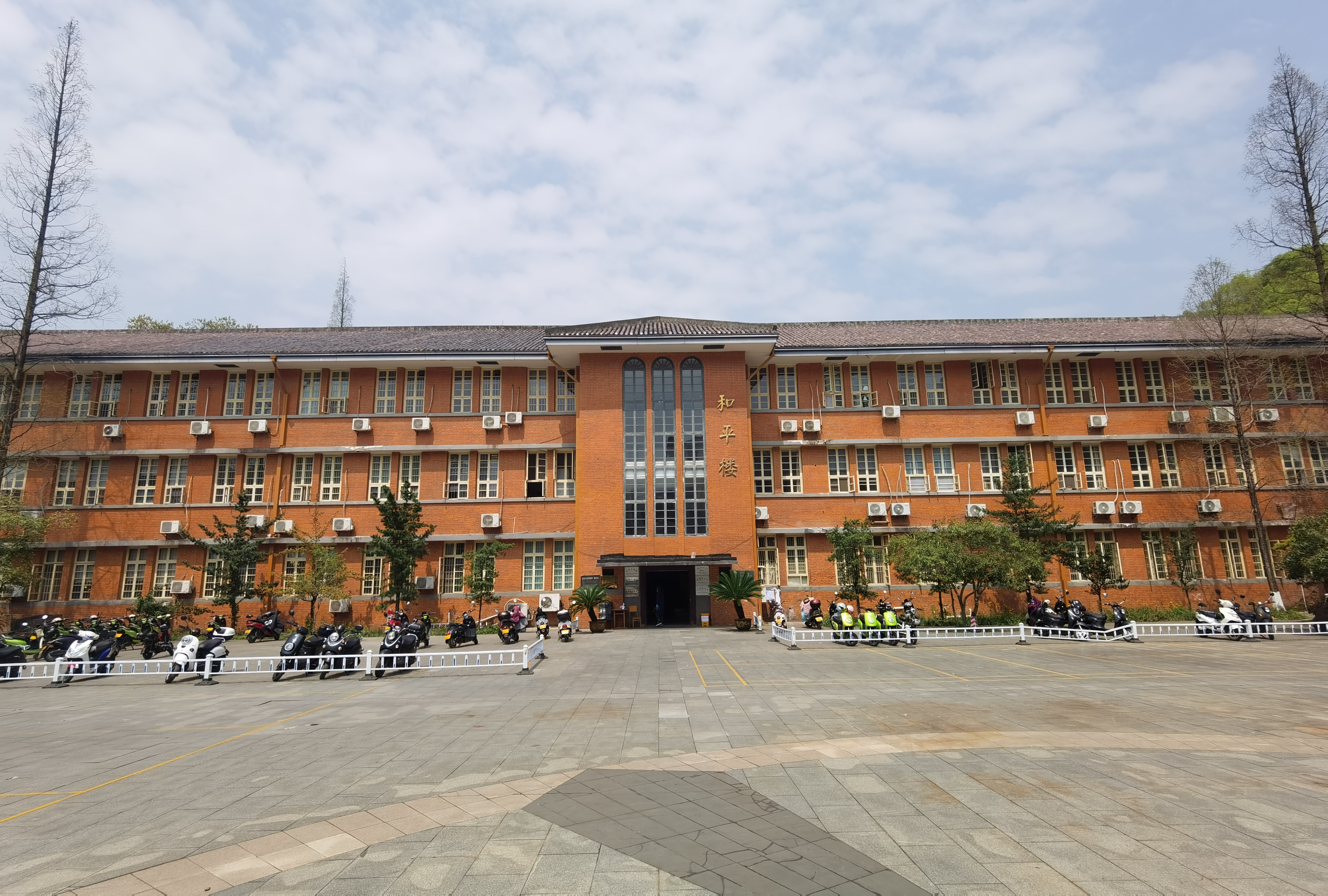
中南大学和平楼

和平楼坐落于中南大学校本部中段，位于校本部升华大道北侧。始建于1936年至1937年，是中南大学现存最早的校舍之一。由中国著名建筑学家梁思成、林徽因夫妇设计。现为长沙市近现代保护建筑。

## 历史
1937年“七七事变”后，日本开始全面侵华，清华大学被迫南迁，在湖南长沙建立国立长沙临时大学，并在岳麓山下的左家陇修建两栋教学楼和两栋学生宿舍。这两栋教学楼即为后来的和平楼和民主楼。由于日军加紧侵华进程，清华大学师生被迫分三路南迁到云南昆明，教学楼竣工后并未投入使用。
1945年抗日战争胜利后，和平楼由在长沙的清华大学校友修缮，并成立了清华中学。
1952年，全国院系调整，成立中南矿冶学院（今中南大学），校址为左家陇。清华中学迁离左家垅，并于同年9月至10月，对包括和平楼在内的楼房进行修缮。
2002年9月，长沙市政府将这和平楼和民主楼定为“近现代保护建筑”。